# Laguna Negra (Chile)
La laguna Negra es un cuerpo de agua superficial ubicado en la comuna de San José de Maipo, Provincia de Cordillera, Región Metropolitana, Chile. 

## Ubicación y descripción
Se encuentra cercana al embalse El Yeso y la laguna del Encañado.  Se forma a partir de los deshielos  de Los Andes y desagua hacia el río Yeso. 

## Historia
Luis Risopatrón la describe en su Diccionario jeográfico de Chile (1924):: 581 
Negra (Laguna). Es de aguas de color verde, tiene 590 hectáreas de superficie, profundidades superiores a los 300 m, hoya de recepcción superior a 5000 hectáreas i se encuentra a 2680 m de altitud, en la banda N del cajon del Yeso; no alimenta peces, normalmente filtra a la laguna del Encañado i al río Yeso, pero cuando el nivel del agua excede de 218 m sobre el nivel de la laguna del Encañado, rebalsa hacia ella y forma la cascada de Covarrubias que se toma para el agua potable de la ciudad de Santiago. Esta dividida en dos secciones por la punta Figueras: la del NE se estrecha mucho en el NE, tiene grandes taludes i rodados en su ribera NE, que han formado pequeñas lagunillas, mientras que la del NW es más profunda i contorneada por escarpados ribazos; se le ha llamado también de Vicuña Mackenna, nombre que no se ha conservado. Se ha anotado en una ocasión 9,6 °C para la temperatura de sus aguas, siendo 4,5 °C la del aire.

## Población, economía y ecología
Para acceder a la laguna, se debe utilizar el camino desde Puente Alto a la ciudad de San José de Maipo. Al adentrarse, se llega a la localidad de San Gabriel en el "km 47" de la vía. Desde Santiago, debe tomarse la ruta G-25 al Cajón del Maipo. Desde el cruce de las Vizcachas, son 47 km pavimentados en buen estado hasta el control de carabineros de San Gabriel. Luego, son 1,1 km de pavimento hasta la confluencia del río Yeso con el Maipo. Inmediatamente después del puente el Yeso comienza el ripio, en una cuesta que remonta el cauce del río Yeso. 1,1 km más adelante (2,2 km desde Carabineros de San Gabriel) se encuentra Romeral. En este punto se debe girar a la derecha y continuar por la ruta G-455. Son cerca de 18 kilómetros de ripio en regular estado hasta la presa del embalse el Yeso, que es lo máximo que se puede avanzar en auto. Este punto está a 2520 metros, por lo que entre mayo y octubre normalmente no es posible alcanzarlo en automóvil. 
Una vez en el extremo sureste de la presa (junto al camino vehicular), ésta debe cruzarse y luego continuar por el camino que bordea el embalse. Tras cerca de 900 m, será posible apreciar que el terreno que separa de Laguna Negra sube con más gradualidad. En este punto se debe girar hacia el oeste y comenzar a subir. A medida que se gana altura, será posible apreciar el Embalse El Yeso en toda su magnitud. Siempre hacia el oeste, será necesario subir hasta casi 2800 m s. n. m. antes de enfilar hacia el noroeste. Tras avanzar algunos minutos desde el punto más alto, la Laguna Negra será visible. Desde este punto el trayecto resulta aún más sencillo de seguir, pues basta con apuntar hacia la laguna, en un permanente descenso. En las cercanías de la laguna el descenso se vuelve más pronunciado. La playa, el destino final propuesto, aparece por primera vez. Desde el borde de la presa, la caminata no debiera tomar más de dos horas hasta la laguna si el terreno se encuentra despejado. Considerar un tiempo ligeramente inferior de vuelta. Con nieve, sin embargo, la caminata puede tomar bastante más. Dado que además es posible sea necesario comenzar la caminata desde más atrás de la presa, es posible que la caminata acabe tomando el día completo. 
Ha de tenerse presente que el sector se encuentra cerrado por la empresa sanitaria Aguas Andinas por lo cual el acceso está restringido, debido principalmente al hecho que las aguas para el consumo humano en la ciudad de Santiago y alrededores son obtenidas precisamente desde el Embalse el Yeso, la Laguna del Encañado, y la Laguna Negra. Por la esta misma razón se encarece el cuidado por parte de los visitantes sobre todo en relación con la retirada de la basura que produzcan.